# 路易斯·奧爾納
路易斯·奧爾納（西班牙語：Luis Horna，1980年9月14日—），秘魯職業網球運動員，1998年轉職業。
他的生涯單打最高排名為33位（2004年8月30日），生涯雙打最高排名為第16（2008年9月8日）。
奧爾納右手持拍，他具有強烈的發球的球員，正拍是他最好的平擊。他用單手反拍和他最喜歡的場地是紅土。特別是在2008年法國網球公開賽他與他的搭擋（巴勃羅·奎瓦斯）合作奪得男子雙打冠軍。

## 外部連結
- 路易斯·奧爾納（英文/西班牙文）的官方資料
- 路易斯·奧爾納的國際網球總會 職業／青少年 官方資料（英文）
- 路易斯·奧爾納的官方資料（英文）